# Joe el rey
Joe the King (Joe el Rey) es una película de 1999 escrita y dirigida por Frank Whaley, quien fuera guionista de la película de Oliver Stone The Doors. Cuenta con la actuación de reconocidos actores como Val Kilmer, Ethan Hawke o John Leguizamo. Obtuvo el premio al mejor guion en el Festival de Cine de Sundance.

## Sinopsis
Joseph 'Joe' Henry (Noah Fleiss) es un joven de 14 años que crece en un ambiente difícil: su padre (Val Kilmer), encargado de mantenimiento del colegio donde él estudia, ha fracasado en la vida, va dejando deudas allá por donde pasa y se ha abandonado a la bebida, lo que le hace tener un carácter iracundo; su madre, depresiva, tiene un empleo precario; en el colegio tiene que llevar sobre sus espaldas la mala reputación de su familia; debe trabajar de modo ilegal en un restaurante para ayudar a su familia...
Un día, Joe vuelve del colegio y encuentra en su casa la colección de discos de su madre hecha añicos sobre el suelo. Su hermano -quien ha de afrontar una pelea con el matón del instituto- le cuenta que ha habido una fuerte discusión entre sus padres. De algún modo, Joe decide arreglar algunas cosas del mundo roto que le rodea, lo que le llevará a realizar acciones por las que tendrá que pagar un precio de cara a la sociedad.

## Temas
Ambientada en la década de los 70, se trata de la primera película dirigida por Frank Whaley y está basada en su propia infancia y la de su hermano. En ella se dan cita temas como la segregación social, la desigualdad de oportunidades, la delincuencia infantil y los conflictos familiares. La naturalidad de los personajes ayuda a dibujar un cuadro en el que las relaciones, a pesar de los conflictos, no están carentes de humanidad. 
El retrato del protagonista, un preadolescente que debe enfrentarse a los conflictos propios de esta edad (construcción de la autoimagen, inseguridad, chicas, amigos, ansias de éxito y dinero, idealismo...) junto a otros que emergen de la situación desfavorecida en la que vive, es rico en matices (por un lado, lo vemos como un chico generoso, mientras que por otro, cumple las características de un pequeño delincuente).

## Premios
- 1999 - Festival de Cine de Sundance: Mejor guion.